# Internazionali d'Italia
Internazionali d'Italia (dansk: De åbne italienske tennismesterskaber) er en tennisturnering for mænd og kvinder, der spilles udendørs på grus i Foro Italico i Rom, Italien, og som er afviklet en gang om året siden 1930, bortset fra en periode omkring anden verdenskrig (1936-49).
Turneringen er både en del af ATP Tour i kategorien ATP Masters 1000 og WTA Tour, hvor den er kategoriseret som en WTA 1000-turnering, og den er derfor en af tennissæsonens mest prestigefyldte grusturneringer, kun overgået af French Open. Mændenes og kvindernes turneringer er tidligere blevet spillet i forskellige uger, men siden 2011 er mesterskabet afviklet som ét samlet stævne midt i maj.
På grund af et sponsorat fra banken Banca Nazionale del Lavoro (BNL) er turneringen siden 2002 afviklet under navnet Internazionali BNL d'Italia.

## Historie
De italienske tennismesterskaber blev afholdt for første gang i 1930 i Tennis Club Milano i Milano. Initiativet kom fra grev Alberto Bonacossa, og de første singletitler blev vundet af Bill Tilden og Lilí de Álvarez. Mesterskaberne blev spillet i Milano til og med 1934, hvorefter de i 1935 flyttede til Foro Italico i Rom. I perioden 1936-49 blev der ikke afviklet nogen mesterskaber, men i 1950 blev traditionen genoptaget med Foro Italico som fast spillested, bortset fra i 1961, hvor turneringen blev afviklet i Sporting Club i Torino.
Mesterskabet blev åbent for professionelle spillere i 1969. I perioden 1970-89 var turneringen en del af Grand prix-serien i tennis, hvor den tilhørte seriens højeste kategori, Grand Prix Super Series. I 1990 fulgte den med over på ATP Tour, hvor den var en ATP Championship Series Single Week-turnering. I 1979 blev kvindernes turnering afholdt to uger før mændenes, og fra 1980 blev kvindernes og mændenes turnering helt adskilt, idet kvindernes rækker blev spillet i Perugia i perioden 1980-84 og i Taranto i 1985. I 1986 var der intet åbent italiensk mesterskab i tennis for kvinder, men året efter, i 1987, blev det genoptaget og flyttet tilbage til Rom.

## Spillested
Siden 1935 er turneringen blevet spillet i Foro Italico i Rom, hvor den største bane, Campo Centrale, har en tilskuerkapacitet på 10.500. De to øvrige opvisningsbaner, Grandstand Arena og Stadio Nicola Pietrangeli, har plads til henholdsvis 5.000 og 3.720 tilskuere. Anlæggets øvrige baner har en samlet kapacitet på 6.000 tilskuere.

## Vindere og finalister

### Herresingle
| År      | Mester                 | Finalist               | Finaleresultat                   |
| ------- | ---------------------- | ---------------------- | -------------------------------- |
| 1930    | Bill Tilden            | Uberto De Morpurgo     | 6–1, 6–1, 6–2                    |
| 1931    | George Patrick Hughes  | Henri Cochet           | 6–4, 6–3, 6–2                    |
| 1932    | André Merlin           | George Patrick Hughes  | 6–1, 5–7, 6–0, 8–6               |
| 1933    | Emanuele Sartorio      | André Martin-Legeay    | 6–3, 6–1, 6–3                    |
| 1934    | Giovanni Palmieri      | Giorgio De Stefani     | 6–3, 6–0, 7–5                    |
| 1935    | Wilmer Hines           | Giovanni Palmieri      | 6–3, 10–8, 9–7                   |
| 1936-49 | Ingen turneringer      | Ingen turneringer      | Ingen turneringer                |
| 1950    | Jaroslav Drobný        | William Talbert        | 6–4, 6–3, 7–9, 6–2               |
| 1951    | Jaroslav Drobný (2)    | Giovanni Cucelli       | 6–1, 10–8, 6–0                   |
| 1952    | Frank Sedgman          | Jaroslav Drobný        | 7–5, 6–3, 1–6, 6–4               |
| 1953    | Jaroslav Drobný (3)    | Lew Hoad               | 6–2, 6–1, 6–2                    |
| 1954    | Budge Patty            | Enrique Morea          | 11–9, 6–4, 6–4                   |
| 1955    | Fausto Gardini         | Giuseppe Merlo         | 1–6, 6–1, 3–6, 6–6 opg.          |
| 1956    | Lew Hoad               | Sven Davidson          | 7–5, 6–2, 6–0                    |
| 1957    | Nicola Pietrangeli     | Giuseppe Merlo         | 8–6, 6–2, 6–4                    |
| 1958    | Mervyn Rose            | Nicola Pietrangeli     | 5–7, 8–6, 6–4, 1–6, 6–2          |
| 1959    | Luis Ayala             | Neale Fraser           | 6–3, 3–6, 6–3, 6–3               |
| 1960    | Barry MacKay           | Luis Ayala             | 7–5, 7–5, 0–6, 0–6, 6–1          |
| 1961    | Nicola Pietrangeli (2) | Rod Laver              | 6–8, 6–1, 6–1, 6–2               |
| 1962    | Rod Laver              | Roy Emerson            | 6–2, 1–6, 3–6, 6–3, 6–1          |
| 1963    | Marty Mulligan         | Boro Jovanović         | 6–2, 4–6, 6–3, 8–6               |
| 1964    | Jan-Erik Lundquist     | Fred Stolle            | 1–6, 7–5, 6–3, 6–1               |
| 1965    | Marty Mulligan (2)     | Manuel Santana         | 1–6, 6–4, 6–3, 6–1               |
| 1966    | Tony Roche             | Nicola Pietrangeli     | 11–9, 6–1, 6–3                   |
| 1967    | Marty Mulligan (3)     | Tony Roche             | 6–3, 0–6, 6–4, 6–1               |
| 1968    | Tom Okker              | Bob Hewitt             | 10–8, 6–8, 6–1, 1–6, 6–0         |
| 1969    | John Newcombe          | Tony Roche             | 6–3, 4–6, 6–2, 5–7, 6–3          |
| 1970    | Ilie Năstase           | Jan Kodeš              | 6–3, 1–6, 6–3, 8–6               |
| 1971    | Rod Laver (2)          | Jan Kodeš              | 7–5, 6–3, 6–3                    |
| 1972    | Manuel Orantes         | Jan Kodeš              | 4–6, 6–1, 7–5, 6–2               |
| 1973    | Ilie Năstase (2)       | Manuel Orantes         | 6–1, 6–1, 6–1                    |
| 1974    | Björn Borg             | Ilie Năstase           | 6–3, 6–4, 6–2                    |
| 1975    | Raúl Ramírez           | Manuel Orantes         | 7–6, 7–5, 7–5                    |
| 1976    | Adriano Panatta        | Guillermo Vilas        | 2–6, 7–6, 6–2, 7–6               |
| 1977    | Vitas Gerulaitis       | Antonio Zugarelli      | 6–2, 7–6, 3–6, 7–6               |
| 1978    | Björn Borg (2)         | Adriano Panatta        | 1–6, 6–3, 6–1, 4–6, 6–3          |
| 1979    | Vitas Gerulaitis (2)   | Guillermo Vilas        | 6–7, 7–6, 6–7, 6–4, 6–2          |
| 1980    | Guillermo Vilas        | Yannick Noah           | 6–0, 6–4, 6–4                    |
| 1981    | José Luis Clerc        | Víctor Pecci           | 6–3, 6–4, 6–0                    |
| 1982    | Andrés Gómez           | Eliot Teltscher        | 6–2, 6–3, 6–2                    |
| 1983    | Jimmy Arias            | José Higueras          | 6–2, 6–7, 6–1, 6–4               |
| 1984    | Andrés Gómez (2)       | Aaron Krickstein       | 2–6, 6–1, 6–2, 6–2               |
| 1985    | Yannick Noah           | Miloslav Mečíř         | 6–3, 3–6, 6–2, 7–6               |
| 1986    | Ivan Lendl             | Emilio Sánchez         | 7–5, 4–6, 6–1, 6–1               |
| 1987    | Mats Wilander          | Martín Jaite           | 6–3, 6–4, 6–4                    |
| 1988    | Ivan Lendl (2)         | Guillermo Pérez Roldán | 2–6, 6–4, 6–2, 4–6, 6–4          |
| 1989    | Alberto Mancini        | Andre Agassi           | 6–3, 4–6, 2–6, 7–6, 6–1          |
| 1990    | Thomas Muster          | Andrej Tjesnokov       | 6–1, 6–3, 6–1                    |
| 1991    | Emilio Sánchez         | Alberto Mancini        | 6–3, 6–1, 3–0 opg.               |
| 1992    | Jim Courier            | Carlos Costa           | 7–6, 6–0, 6–4                    |
| 1993    | Jim Courier (2)        | Goran Ivanišević       | 6–1, 6–2, 6–2                    |
| 1994    | Pete Sampras           | Boris Becker           | 6–1, 6–2, 6–2                    |
| 1995    | Thomas Muster (2)      | Sergi Bruguera         | 3–6, 7–6(5), 6–2, 6–3            |
| 1996    | Thomas Muster (3)      | Richard Krajicek       | 6–2, 6–4, 3–6, 6–3               |
| 1997    | Àlex Corretja          | Marcelo Ríos           | 7–5, 7–5, 6–3                    |
| 1998    | Marcelo Ríos           | Albert Costa           | w.o.                             |
| 1999    | Gustavo Kuerten        | Patrick Rafter         | 6–4, 7–5, 7–6(6)                 |
| 2000    | Magnus Norman          | Gustavo Kuerten        | 6–3, 4–6, 6–4, 6–4               |
| 2001    | Juan Carlos Ferrero    | Gustavo Kuerten        | 3–6, 6–1, 2–6, 6–4, 6–2          |
| 2002    | Andre Agassi           | Tommy Haas             | 6–3, 6–3, 6–0                    |
| 2003    | Félix Mantilla         | Roger Federer          | 7–5, 6–2, 7–6(10–8)              |
| 2004    | Carlos Moyà            | David Nalbandian       | 6–3, 6–3, 6–1                    |
| 2005    | Rafael Nadal           | Guillermo Coria        | 6–4, 3–6, 6–3, 4–6, 7–6(6)       |
| 2006    | Rafael Nadal (2)       | Roger Federer          | 6–7(0), 7–6(5), 6–4, 2–6, 7–6(5) |
| 2007    | Rafael Nadal (3)       | Fernando González      | 6–2, 6–2                         |
| 2008    | Novak Djokovic         | Stanislas Wawrinka     | 4–6, 6–3, 6–3                    |
| 2009    | Rafael Nadal (4)       | Novak Djokovic         | 7–6(2), 6–2                      |
| 2010    | Rafael Nadal (5)       | David Ferrer           | 7–5, 6–2                         |
| 2011    | Novak Djokovic (2)     | Rafael Nadal           | 6–4, 6–4                         |
| 2012    | Rafael Nadal (6)       | Novak Djokovic         | 7–5, 6–3                         |
| 2013    | Rafael Nadal (7)       | Roger Federer          | 6–1, 6–3                         |
| 2014    | Novak Djokovic (3)     | Rafael Nadal           | 4–6, 6–3, 6–3                    |
| 2015    | Novak Djokovic (4)     | Roger Federer          | 6–4, 6–3                         |
| 2016    | Andy Murray            | Novak Djokovic         | 6–3, 6–3                         |
| 2017    | Alexander Zverev       | Novak Djokovic         | 6–4, 6–3                         |
| 2018    | Rafael Nadal (8)       | Alexander Zverev       | 6–1, 1–6, 6–3                    |
| 2019    | Rafael Nadal (9)       | Novak Djokovic         | 6–0, 4–6, 6–1                    |
| 2020    | Novak Djokovic (5)     | Diego Schwartzman      | 7–5, 6–3                         |
| 2021    | Rafael Nadal (10)      | Novak Djokovic         | 7–5, 1–6, 6–3                    |
| 2022    | Novak Djokovic (6)     | Stefanos Tsitsipas     | 6–0, 7–6(5)                      |
| 2023    | Daniil Medvedev        | Holger Rune            | 7–5, 7–5                         |
| 2024    | Alexander Zverev (2)   | Nicolás Jarry          | 6–4, 7–5                         |
| 2025    | Carlos Alcaraz         | Jannik Sinner          | 7–6(7–5), 6–1                    |

### Damesingle
| År      | Mester                      | Finalist                  | Finaleresultat            |
| ------- | --------------------------- | ------------------------- | ------------------------- |
| 1930    | Lilí de Álvarez             | Lucia Valerio             | 3–6, 8–6, 6–0             |
| 1931    | Lucia Valerio               | Dorothy Andrus Burke      | 2–6, 6–2, 6–2             |
| 1932    | Ida Adamoff                 | Lucia Valerio             | 6–4, 7–5                  |
| 1933    | Elizabeth Ryan              | Ida Adamoff               | 6–1, 6–1                  |
| 1934    | Helen Jacobs                | Lucia Valerio             | 6–3, 6–0                  |
| 1935    | Hilde Krahwinkel Sperling   | Lucia Valerio             | 6–4, 6–1                  |
| 1936-49 | Ingen turneringer           | Ingen turneringer         | Ingen turneringer         |
| 1950    | Annalisa Bossi              | Joan Curry                | 6–4, 6–4                  |
| 1951    | Doris Hart                  | Shirley Fry               | 6–3, 8–6                  |
| 1952    | Susan Partridge             | Pat Harrison              | 6–3, 7–5                  |
| 1953    | Doris Hart (2)              | Maureen Connolly          | 4–6, 9–7, 6–3             |
| 1954    | Maureen Connolly            | Patricia Ward             | 6–3, 6–0                  |
| 1955    | Patricia Ward               | Erika Vollmer             | 6–4, 6–3                  |
| 1956    | Althea Gibson               | Zsuzsa Körmöczy           | 6–3, 7–5                  |
| 1957    | Shirley Bloomer Brasher     | Dorothy Head Knode        | 1–6, 9–7, 6–2             |
| 1958    | Maria Bueno                 | Lorraine Coghlan          | 3–6, 6–3, 6–3             |
| 1959    | Christine Truman            | Sandra Reynolds           | 6–0, 6–1                  |
| 1960    | Zsuzsa Körmöczy             | Ann Haydon                | 6–4, 4–6, 6–1             |
| 1961    | Maria Bueno (2)             | Lesley Turner             | 6–4, 6–4                  |
| 1962    | Margaret Smith              | Maria Bueno               | 8–6, 5–7, 6–4             |
| 1963    | Margaret Smith (2)          | Lesley Turner             | 6–3, 6–4                  |
| 1964    | Margaret Smith (3)          | Lesley Turner             | 6–1, 6–1                  |
| 1965    | Maria Bueno (3)             | Nancy Richey              | 6–1, 1–6, 6–3             |
| 1966    | Ann Haydon-Jones            | Annette Van Zyl           | 8–6, 6–1                  |
| 1967    | Lesley Turner               | Maria Bueno               | 6–3, 6–3                  |
| 1968    | Lesley Turner (2)           | Margaret Court            | 2–6, 6–2, 6–3             |
| 1969    | Julie Heldman               | Kerry Melville            | 7–5, 6–3                  |
| 1970    | Billie Jean King            | Julie Heldman             | 6–1, 6–3                  |
| 1971    | Virginia Wade               | Helga Niessen Masthoff    | 6–4, 6–4                  |
| 1972    | Linda Tuero                 | Olga Morozova             | 6–4, 6–3                  |
| 1973    | Evonne Goolagong            | Chris Evert               | 7–6, 6–0                  |
| 1974    | Chris Evert                 | Martina Navratilova       | 6–3, 6–3                  |
| 1975    | Chris Evert (2)             | Martina Navratilova       | 6–1, 6–0                  |
| 1976    | Mima Jaušovec               | Lesley Hunt               | 6–1, 6–3                  |
| 1977    | Janet Newberry              | Renáta Tomanová           | 6–3, 7–6                  |
| 1978    | Regina Maršíková            | Virginia Ruzici           | 7–5, 7–5                  |
| 1979    | Tracy Austin                | Sylvia Hanika             | 6–4, 1–6, 6–3             |
| 1980    | Chris Evert (3)             | Virginia Ruzici           | 5–7, 6–2, 6–2             |
| 1981    | Chris Evert (4)             | Virginia Ruzici           | 6–1, 6–2                  |
| 1982    | Chris Evert (5)             | Hana Mandlíková           | 6–0, 6–2                  |
| 1983    | Andrea Temesvári            | Bonnie Gadusek            | 6–1, 6–0                  |
| 1984    | Manuela Maleeva             | Chris Evert               | 6–3, 6–3                  |
| 1985    | Raffaella Reggi             | Vicki Nelson-Dunbar       | 6–4, 6–4                  |
| 1986    | Ingen damesingleturnering   | Ingen damesingleturnering | Ingen damesingleturnering |
| 1987    | Steffi Graf                 | Gabriela Sabatini         | 7–5, 4–6, 6–0             |
| 1988    | Gabriela Sabatini           | Helen Kelesi              | 6–1, 6–7(4), 6–1          |
| 1989    | Gabriela Sabatini (2)       | Arantxa Sánchez Vicario   | 6–2, 5–7, 6–4             |
| 1990    | Monica Seles                | Martina Navratilova       | 6–1, 6–1                  |
| 1991    | Gabriela Sabatini (3)       | Monica Seles              | 6–3, 6–2                  |
| 1992    | Gabriela Sabatini (4)       | Monica Seles              | 7–5, 6–4                  |
| 1993    | Conchita Martínez           | Gabriela Sabatini         | 7–5, 6–1                  |
| 1994    | Conchita Martínez (2)       | Martina Navratilova       | 7–6(5), 6–4               |
| 1995    | Conchita Martínez (3)       | Arantxa Sánchez Vicario   | 6–3, 6–1                  |
| 1996    | Conchita Martínez (4)       | Martina Hingis            | 6–2, 6–3                  |
| 1997    | Mary Pierce                 | Conchita Martínez         | 6–4, 6–0                  |
| 1998    | Martina Hingis              | Venus Williams            | 6–3, 2–6, 6–3             |
| 1999    | Venus Williams              | Mary Pierce               | 6–4, 6–2                  |
| 2000    | Monica Seles (2)            | Amélie Mauresmo           | 6–2, 7–6(4)               |
| 2001    | Jelena Dokić                | Amélie Mauresmo           | 7–6(3), 6–1               |
| 2002    | Serena Williams             | Justine Henin             | 7–6(6), 6–4               |
| 2003    | Kim Clijsters               | Amélie Mauresmo           | 3–6, 7–6(3), 6–0          |
| 2004    | Amélie Mauresmo             | Jennifer Capriati         | 3–6, 6–3, 7–6(6)          |
| 2005    | Amélie Mauresmo (2)         | Patty Schnyder            | 2–6, 6–3, 6–4             |
| 2006    | Martina Hingis (2)          | Dinara Safina             | 6–2, 7–5                  |
| 2007    | Jelena Janković             | Svetlana Kuznetsova       | 7–5, 6–1                  |
| 2008    | Jelena Janković (2)         | Alizé Cornet              | 6–2, 6–2                  |
| 2009    | Dinara Safina               | Svetlana Kuznetsova       | 6–3, 6–2                  |
| 2010    | María José Martínez Sánchez | Jelena Janković           | 7–6(5), 7–5               |
| 2011    | Marija Sjarapova            | Samantha Stosur           | 6–2, 6–4                  |
| 2012    | Marija Sjarapova (2)        | Li Na                     | 4–6, 6–4, 7–6(5)          |
| 2013    | Serena Williams (2)         | Viktorija Azarenka        | 6–1, 6–3                  |
| 2014    | Serena Williams (3)         | Sara Errani               | 6–3, 6–0                  |
| 2015    | Marija Sjarapova (3)        | Carla Suárez Navarro      | 4–6, 7–5, 6–1             |
| 2016    | Serena Williams (4)         | Madison Keys              | 7–6(5), 6–3               |
| 2017    | Elina Svitolina             | Simona Halep              | 4–6, 7–5, 6–1             |
| 2018    | Elina Svitolina (2)         | Simona Halep              | 6–0, 6–4                  |
| 2019    | Karolína Plíšková           | Johanna Konta             | 6–3, 6–4                  |
| 2020    | Simona Halep                | Karolína Plíšková         | 6–0, 2–1 opg.             |
| 2021    | Iga Świątek                 | Karolína Plíšková         | 6–0, 6–0                  |
| 2022    | Iga Świątek (2)             | Ons Jabeur                | 6–2, 6–2                  |
| 2023    | Jelena Rybakina             | Anhelina Kalinina         | 6–4, 1–0 opg.             |
| 2024    | Iga Świątek (3)             | Aryna Sabalenka           | 6–2, 6–3                  |
| 2025    | Jasmine Paolini             | Coco Gauff                | 6–4, 6–2                  |

### Herredouble
| År      | Mestre                                     | Finalister                                           | Finaleresultat                 |
| ------- | ------------------------------------------ | ---------------------------------------------------- | ------------------------------ |
| 1930    | Wilbur Coen Bill Tilden                    | Uberto De Morpurgo Placido Gaslini                   | 6–0, 6–3, 6–3                  |
| 1931    | Alberto Del Bono Pat Hughes                | Henri Cochet André Merlin                            | 3–6, 8–6, 4–6, 6–4, 6–3        |
| 1932    | Giorgio De Stefani Pat Hughes (2)          | J. Bonte André Merlin                                | 6–2, 6–2, 6–4                  |
| 1933    | Jean Lesueur André Martin-Legeay           | Giovanni Palmieri Emanuele Sertorio                  | 6–2, 6–4, 6–2                  |
| 1934    | Giovanni Palmieri George Lyttleton-Rogers  | Pat Hughes Giorgio De Stefani                        | 3–6, 6–4, 9–7, 0–6, 6–2        |
| 1935    | Jack Crawford Vivian McGrath               | Jean Borotra Jacques Brugnon                         | 4–6, 4–6, 6–4, 6–2, 6–2        |
| 1936-49 | Ingen turneringer                          | Ingen turneringer                                    | Ingen turneringer              |
| 1950    | Bill Talbert Tony Trabert                  | Budge Patty Bill Sidwell                             | 6–3, 6–1, 4–6 opg.             |
| 1951    | Jaroslav Drobný Frank Sedgman              | Giovanni Cucelli Marcello Del Bello                  | 6–2, 7–9, 6–1, 6–3             |
| 1952    | Jaroslav Drobný (2) Frank Sedgman (2)      | Giovanni Cucelli Marcello Del Bello                  | 3–6, 7–5, 3–6, 6–3, 6–2        |
| 1953    | Lew Hoad Ken Rosewall                      | Jaroslav Drobný Budge Patty                          | 6–2, 6–4, 6–2                  |
| 1954    | Jaroslav Drobný (3) Enrique Morea          | Tony Trabert Vic Seixas                              | 6–4, 0–6, 3–6, 6–3, 6–4        |
| 1955    | Art Larsen Enrique Morea (2)               | Nicola Pietrangeli Orlando Sirola                    | 6–1, 6–4, 4–6, 7–5             |
| 1956    | Jaroslav Drobný (4) Lew Hoad (2)           | Nicola Pietrangeli Orlando Sirola                    | 11–9, 6–2, 6–3                 |
| 1957    | Neale Fraser Lew Hoad (3)                  | Nicola Pietrangeli Orlando Sirola                    | 6–1, 6–8, 6–0, 6–2             |
| 1958    | Antal Jancsó Kurt Nielsen                  | Luis Ayala Don Candy                                 | 8–10, 6–3, 6–2, 1–6, 9–7       |
| 1959    | Roy Emerson Neale Fraser (2)               | Nicola Pietrangeli Orlando Sirola                    | 8–6, 6–4, 6–4                  |
| 1960    | Nicola Pietrangeli Orlando Sirola          | Roy Emerson Neale Fraser                             | 3–6, 7–5, 2–6, 11–11 opg.      |
| 1961    | Roy Emerson (2) Neale Fraser (3)           | Nicola Pietrangeli Orlando Sirola                    | 6–2, 6–4, 11–9                 |
| 1962    | Roy Emerson (3) Neale Fraser (4)           | Ken Fletcher John Newcombe                           | 6–2, 6–4, 11–9                 |
| 1963    | Bob Hewitt Neale Fraser (5)                | Nicola Pietrangeli Orlando Sirola                    | 6–3, 6–3, 6–1                  |
| 1964    | Bob Hewitt (2) Neale Fraser (6)            | Tony Roche John Newcombe                             | 7–5, 6–3, 3–6, 7–5             |
| 1965    | Tony Roche John Newcombe                   | Ronald Barnes Thomaz Koch                            | 1–6, 6–4, 2–6, 12–10, 0–0 opg. |
| 1966    | Roy Emerson (4) Fred Stolle                | Nicola Pietrangeli Cliff Drysdale                    | 6–4, 12–10, 6–3                |
| 1967    | Bob Hewitt (3) Frew McMillan               | Bill Bowrey Owen Davidson                            | 6–3, 2–6, 6–3, 9–7             |
| 1968    | Tom Okker Marty Riessen                    | Nicholas Kalogeropoulos Allan Stone                  | 6–3, 6–4, 6–2                  |
| 1969    | Ingen vinder                               | Tom Okker Marty Riessen vs. John Newcombe Tony Roche | 4–6, 6–1, 0–0 afbrudt          |
| 1970    | Ilie Năstase Ion Ţiriac                    | Bill Bowrey Owen Davidson                            | 0–6, 10–8, 6–3, 6–8, 6–1       |
| 1971    | John Newcombe (2) Tony Roche (2)           | Andrés Gimeno Roger Taylor                           | 6–4, 6–4                       |
| 1972    | Ilie Năstase (2) Ion Ţiriac (2)            | Lew Hoad Frew McMillan                               | 3–6, 3–6, 6–4, 6–3, 5–3 opg.   |
| 1973    | John Newcombe (3) Tom Okker (2)            | Ross Case Geoff Masters                              | 6–2, 6–3, 6–4                  |
| 1974    | Brian Gottfried Raúl Ramírez               | Juan Gisbert Ilie Năstase                            | 6–3, 6–2, 6–3                  |
| 1975    | Brian Gottfried (2) Raúl Ramírez (2)       | Jimmy Connors Ilie Năstase                           | 6–4, 7–6, 2–6, 6–1             |
| 1976    | Brian Gottfried (3) Raúl Ramírez (3)       | Geoff Masters John Newcombe                          | 7–6, 5–7, 6–3, 3–6, 6–3        |
| 1977    | Brian Gottfried (4) Raúl Ramírez (4)       | Fred McNair Sherwood Stewart                         | 6–7, 7–6, 7–5                  |
| 1978    | Víctor Pecci Belus Prajoux                 | Jan Kodeš Tomáš Šmíd                                 | 6–7, 7–6, 6–1                  |
| 1979    | Peter Fleming Tomáš Šmíd                   | José Luis Clerc Ilie Năstase                         | 4–6, 6–1, 7–5                  |
| 1980    | Mark Edmondson Kim Warwick                 | Balázs Taróczy Eliot Teltscher                       | 7–6, 7–6                       |
| 1981    | Hans Gildemeister Andrés Gómez             | Bruce Manson Tomáš Šmíd                              | 7–5, 6–2                       |
| 1982    | Heinz Günthardt Balázs Taróczy             | Wojtek Fibak John Fitzgerald                         | 6–4, 4–6, 6–3                  |
| 1983    | Francisco González Víctor Pecci (2)        | Jan Gunnarsson Mike Leach                            | 6–4, 6–2                       |
| 1984    | Ken Flach Robert Seguso                    | John Alexander Mike Leach                            | 3–6, 6–3, 6–4                  |
| 1985    | Anders Järryd Mats Wilander                | Ken Flach Robert Seguso                              | 4–6, 6–3, 6–2                  |
| 1986    | Guy Forget Yannick Noah                    | Mark Edmondson Sherwood Stewart                      | 7–6, 6–2                       |
| 1987    | Guy Forget (2) Yannick Noah (2)            | Miloslav Mečíř Tomáš Šmíd                            | 6–2, 6–7, 6–3                  |
| 1988    | Jorge Lozano Todd Witsken                  | Anders Järryd Tomáš Šmíd                             | 6–3, 6–3                       |
| 1989    | Jim Courier Pete Sampras                   | Danilo Marcelino Mauro Menezes                       | 6–4, 6–3                       |
| 1990    | Sergio Casal Emilio Sánchez                | Jim Courier Martin Davis                             | 7–6, 7–5                       |
| 1991    | Omar Camporese Goran Ivanišević            | Luke Jensen Laurie Warder                            | 6–2, 6–3                       |
| 1992    | Jakob Hlasek Marc Rosset                   | Wayne Ferreira Mark Kratzmann                        | 6–4, 3–6, 6–1                  |
| 1993    | Jacco Eltingh Paul Haarhuis                | Wayne Ferreira Mark Kratzmann                        | 6–4, 7–6                       |
| 1994    | Jevgenij Kafelnikov David Rikl             | Wayne Ferreira Javier Sánchez                        | 6–1, 7–5                       |
| 1995    | Cyril Suk Daniel Vacek                     | Jan Apell Jonas Björkman                             | 6–3, 6–4                       |
| 1996    | Byron Black Grant Connell                  | Libor Pimek Byron Talbot                             | 6–2, 6–3                       |
| 1997    | Mark Knowles Daniel Nestor                 | Byron Black Alex O'Brien                             | 6–3, 4–6, 7–5                  |
| 1998    | Mahesh Bhupathi Leander Paes               | Ellis Ferreira Rick Leach                            | 6–4, 4–6, 7–6                  |
| 1999    | Ellis Ferreira Rick Leach                  | David Adams John-Laffnie de Jager                    | 6–7, 6–1, 6–2                  |
| 2000    | Martin Damm Dominik Hrbatý                 | Wayne Ferreira Jevgenij Kafelnikov                   | 6–4, 4–6, 6–3                  |
| 2001    | Wayne Ferreira Jevgenij Kafelnikov (2)     | Daniel Nestor Sandon Stolle                          | 6–4, 7–6                       |
| 2002    | Martin Damm (2) Cyril Suk (2)              | Wayne Black Kevin Ullyett                            | 7–5, 7–5                       |
| 2003    | Wayne Arthurs Paul Hanley                  | Michaël Llodra Fabrice Santoro                       | 7–5, 7–6(5)                    |
| 2004    | Mahesh Bhupathi (2) Maks Mirnyj            | Wayne Arthurs Paul Hanley                            | 1–6, 6–4, 7–6(1)               |
| 2005    | Michaël Llodra Fabrice Santoro             | Bob Bryan Mike Bryan                                 | 7–5, 6–4                       |
| 2006    | Mark Knowles (2) Daniel Nestor (2)         | Jonathan Erlich Andy Ram                             | 4–6, 6–4, [10–6]               |
| 2007    | Fabrice Santoro (2) Nenad Zimonjić         | Bob Bryan Mike Bryan                                 | 6–4, 6–7(4), [10–7]            |
| 2008    | Bob Bryan Mike Bryan                       | Daniel Nestor Nenad Zimonjić                         | 3–6, 6–4, [10–8]               |
| 2009    | Daniel Nestor (3) Nenad Zimonjić (2)       | Bob Bryan Mike Bryan                                 | 7–6(5), 6–3                    |
| 2010    | Bob Bryan (2) Mike Bryan (2)               | John Isner Sam Querrey                               | 6–2, 6–3                       |
| 2011    | John Isner Sam Querrey                     | Mardy Fish Andy Roddick                              | w.o.                           |
| 2012    | Marcel Granollers Marc López               | Łukasz Kubot Janko Tipsarević                        | 6–3, 6–2                       |
| 2013    | Bob Bryan (3) Mike Bryan (3)               | Mahesh Bhupathi Rohan Bopanna                        | 6–2, 6–3                       |
| 2014    | Daniel Nestor (4) Nenad Zimonjić (3)       | Robin Haase Feliciano López                          | 6–4, 7–6(2)                    |
| 2015    | Pablo Cuevas David Marrero                 | Marcel Granollers Marc López                         | 6–4, 7–5                       |
| 2016    | Bob Bryan (4) Mike Bryan (4)               | Vasek Pospisil Jack Sock                             | 2–6, 6–3, [10–7]               |
| 2017    | Pierre-Hugues Herbert Nicolas Mahut        | Ivan Dodig Marcel Granollers                         | 4–6, 6–4, [10–3]               |
| 2018    | Juan Sebastián Cabal Robert Farah          | Pablo Carreño Busta João Sousa                       | 3–6, 6–4, [10–4]               |
| 2019    | Juan Sebastián Cabal (2) Robert Farah (2)  | Raven Klaasen Michael Venus                          | 6–1, 6–3                       |
| 2020    | Marcel Granollers (2) Horacio Zeballos     | Jérémy Chardy Fabrice Martin                         | 6–4, 5–7, [10–8]               |
| 2021    | Nikola Mektić Mate Pavić                   | Rajeev Ram Joe Salisbury                             | 6–4, 7–6(4)                    |
| 2022    | Nikola Mektić (2) Mate Pavić (2)           | John Isner Diego Schwartzman                         | 6–3, 6–7(6), [12–10]           |
| 2023    | Hugo Nys Jan Zieliński                     | Robin Haase Botic van de Zandschulp                  | 7–5, 6–1                       |
| 2024    | Marcel Granollers (3) Horacio Zeballos (2) | Marcelo Arévalo Mate Pavić                           | 6–2, 6–2                       |
| 2025    | Marcelo Arévalo Mate Pavić (3)             | Sadio Doumbia Fabien Reboul                          | 6–4, 6–7(6–8), [13–11]         |

### Damedouble
| År      | Mestre                                         | Finalister                                         | Finaleresultat            |
| ------- | ---------------------------------------------- | -------------------------------------------------- | ------------------------- |
| 1930    | Lilí de Álvarez Lucia Valerio                  | Leyla Claude-Anet Arlette Neufeld                  | 7-5, 7-5                  |
| 1931    | Anna Luzzatti Rosetta Gagliardi                | Dorothy Andrus Lucia Valerio                       | 6-3, 1-6, 6-3             |
| 1932    | Lolette Payot Colette Rosambert                | Dorothy Andrus Lucia Valerio                       | 7-5, 6-3                  |
| 1933    | Ida Adamoff Dorothy Andrus                     | Elizabeth Ryan Lucia Valerio                       | 6-3, 1-6, 6-4             |
| 1934    | Helen Jacobs Elizabeth Ryan                    | Ida Adamoff Dorothy Andrus                         | 7-5, 9-7                  |
| 1935    | Evelyn Dearman Nancy Lyle                      | Cilly Aussem Elizabeth Ryan                        | 6-2, 6-4                  |
| 1936-49 | Ingen turneringer                              | Ingen turneringer                                  | Ingen turneringer         |
| 1950    | Jean Quertier Jean Walker-Smith                | Betty Hilton Kay Tuckey                            | 1-6, 6-3, 6-2             |
| 1951    | Shirley Fry Doris Hart                         | Louise Brough Thelma Long                          | 6-1, 7-5                  |
| 1952    | Nell Hopman Thelma Long                        | Nicla Migliori Vittoria Tonolli                    | 6-2, 6-8, 6-1             |
| 1953    | Maureen Connolly Julia Sampson                 | Shirley Fry Doris Hart                             | 6-8, 6-4, 6-4             |
| 1954    | Patricia Ward Elaine Watson                    | Nelly Adamson Ginette Bucaille                     | 3-6, 6-3, 6-4             |
| 1955    | Christiane Mercelis Patricia Ward (2)          | Fay Muller Beryl Penrose                           | 6-4, 10-8                 |
| 1956    | Mary Hawton Thelma Long (2)                    | Angela Buxton Darlene Hard                         | 6-4, 6-8, 9-7             |
| 1957    | Mary Hawton (2) Thelma Long (3)                | Yola Ramírez Rosa-Maria Reyes                      | 6-1, 6-1                  |
| 1958    | Shirley Bloomer Christine Truman               | Mary Hawton Thelma Long                            | 6-3, 6-2                  |
| 1959    | Yola Ramírez Rosa-Maria Reyes                  | Maria Bueno Janet Hopps                            | 4-6, 6-4, 6-4             |
| 1960    | Margaret Hellyer Yola Ramírez (2)              | Shirley Bloomer Brasher Ann Haydon                 | 6-4, 6-4                  |
| 1961    | Jan Lehane Lesley Turner                       | Mary Carter Reitano Margaret Smith                 | 2-6, 6-1, 6-1             |
| 1962    | Maria Bueno Darlene Hard                       | Silvana Lazzarino Lea Pericoli                     | 6-2, 6-3                  |
| 1963    | Robyn Ebbern Margaret Smith                    | Silvana Lazzarino Lea Pericoli                     | 6-2, 6-3                  |
| 1964    | Margaret Smith (2) Lesley Turner (2)           | Silvana Lazzarino Lea Pericoli                     | 6-1, 6-2                  |
| 1965    | Madonna Schacht Annette Van Zyl                | Silvana Lazzarino Lea Pericoli                     | 2-6, 6-2, 12-10           |
| 1966    | Norma Baylon Annette Van Zyl (2)               | Ann Jones Elizabeth Starkie                        | 6-3, 1-6, 6-2             |
| 1967    | Rosemary Casals Lesley Turner (3)              | Silvana Lazzarino Lea Pericoli                     | 7-5, 7-5                  |
| 1968    | Margaret Court (3) Virginia Wade               | Annette Van Zyl Patricia Walkden                   | 6–2, 7–5                  |
| 1969    | Françoise Dürr Ann Jones                       | Rosemary Casals Billie Jean King                   | 6–3, 3–6, 6–2             |
| 1970    | Rosemary Casals (2) Billie Jean King           | Françoise Dürr Virginia Wade                       | 6–2, 3–6, 9–7             |
| 1971    | Helga Masthoff Virginia Wade (2)               | Lesley Turner Helen Gourlay                        | 5–7, 6–2, 6–2             |
| 1972    | Lesley Hunt Olga Morozova                      | Gail Chanfreau Rosalba Vido                        | 6–3, 6–4                  |
| 1973    | Olga Morozova (2) Virginia Wade (3)            | Martina Navratilova Renáta Tomanová                | 3–6, 6–2, 7–5             |
| 1974    | Chris Evert Olga Morozova (3)                  | Helga Masthoff Heide Orth                          | Opg.                      |
| 1975    | Chris Evert (2) Martina Navratilova            | Sue Barker Glynis Coles                            | 6–1, 6–2                  |
| 1976    | Linky Boshoff Ilana Kloss                      | Virginia Ruzici Mariana Simionescu                 | 6–1, 6–2                  |
| 1977    | Brigitte Cuypers Marise Kruger                 | Bunny Bruning Sharon Walsh                         | 3–6, 7–5, 6–2             |
| 1978    | Mima Jaušovec Virginia Ruzici                  | Florența Mihai Betsy Nagelsen                      | 6–2, 2–6, 7–6             |
| 1979    | Betty Stöve Renáta Tomanová                    | Evonne Goolagong Kerry Reid                        | 6–3, 6–4                  |
| 1980    | Hana Mandlíková Renáta Tomanová (2)            | Ivanna Madruga Adriana Villagrán                   | 6–4, 6–4                  |
| 1981    | Candy Reynolds Paula Smith                     | Chris Evert-Lloyd Virginia Ruzici                  | 7–5, 6–1                  |
| 1982    | Kathleen Horvath Yvonne Vermaak                | Billie Jean King Ilana Kloss                       | 2–6, 6–4, 7–6             |
| 1983    | Virginia Ruzici (2) Virginia Wade (4)          | Ivanna Madruga Catherine Tanvier                   | 6–3, 2–6, 6–1             |
| 1984    | Iva Budařová Helena Suková                     | Kathleen Horvath Virginia Ruzici                   | 7–6(5), 1–6, 6–4          |
| 1985    | Sandra Cecchini Raffaella Reggi                | Patrizia Murgo Barbara Romano                      | 1–6, 6–4, 6–3             |
| 1986    | Ingen damedoubleturnering                      | Ingen damedoubleturnering                          | Ingen damedoubleturnering |
| 1987    | Martina Navratilova (2) Gabriela Sabatini      | Claudia Kohde-Kilsch Helena Suková                 | 6–4, 6–1                  |
| 1988    | Jana Novotná Catherine Suire                   | Jenny Byrne Janine Thompson                        | 6–3, 4–6, 7–5             |
| 1989    | Elizabeth Smylie Janine Thompson               | Manon Bollegraf Mercedes Paz                       | 6–4, 6–3                  |
| 1990    | Helen Kelesi Monica Seles                      | Laura Garrone Laura Golarsa                        | 6–3, 6–4                  |
| 1991    | Jennifer Capriati Monica Seles (2)             | Nicole Bradtke Elna Reinach                        | 7–5, 6–2                  |
| 1992    | Monica Seles (3) Helena Suková (2)             | Katerina Maleeva Barbara Rittner                   | 6–1, 6–2                  |
| 1993    | Jana Novotná (2) Arantxa Sánchez Vicario       | Mary Joe Fernández Zina Garrison-Jackson           | 6–4, 6–2                  |
| 1994    | Gigi Fernández Natasja Zvereva                 | Gabriela Sabatini Brenda Schultz-McCarthy          | 6–1, 6–3                  |
| 1995    | Gigi Fernández (2) Natasja Zvereva (2)         | Conchita Martínez Patricia Tarabini                | 4–6, 7–6(3), 6–4          |
| 1996    | Arantxa Sánchez Vicario (2) Irina Spîrlea      | Gigi Fernández Martina Hingis                      | 6–4, 3–6, 6–3             |
| 1997    | Nicole Arendt Manon Bollegraf                  | Conchita Martínez Patricia Tarabini                | 6–2, 6–4                  |
| 1998    | Virginia Ruano Pascual Paola Suárez            | Amanda Coetzer Arantxa Sánchez Vicario             | 7–6(1), 6–4               |
| 1999    | Martina Hingis Anna Kurnikova                  | Alexandra Fusai Nathalie Tauziat                   | 6–2, 6–2                  |
| 2000    | Lisa Raymond Rennae Stubbs                     | Arantxa Sánchez Vicario Magüi Serna                | 6–3, 4–6, 6–2             |
| 2001    | Cara Black Jelena Likhovtseva                  | Paola Suárez Patricia Tarabini                     | 6–1, 6–1                  |
| 2002    | Virginia Ruano Pascual (2) Paola Suárez (2)    | Conchita Martínez Patricia Tarabini                | 6–3, 6–4                  |
| 2003    | Svetlana Kuznetsova Martina Navratilova (3)    | Jelena Dokić Nadija Petrova                        | 6–4, 5–7, 6–2             |
| 2004    | Nadija Petrova Meghann Shaughnessy             | Virginia Ruano Pascual Paola Suárez                | 2–6, 6–3, 6–3             |
| 2005    | Cara Black (2) Liezel Huber                    | Marija Kirilenko Anabel Medina Garrigues           | 6–0, 4–6, 6–1             |
| 2006    | Daniela Hantuchová Ai Sugiyama                 | Květa Peschke Francesca Schiavone                  | 3–6, 6–3, 6–1             |
| 2007    | Nathalie Dechy Mara Santangelo                 | Tathiana Garbin Roberta Vinci                      | 6–4, 6–1                  |
| 2008    | Chan Yung-Jan Chuang Chia-Jung                 | Iveta Benešová Janette Husárová                    | 7–6(5), 6–3               |
| 2009    | Hsieh Su-Wei Peng Shuai                        | Daniela Hantuchová Ai Sugiyama                     | 7–5, 7–6(5)               |
| 2010    | Gisela Dulko Flavia Pennetta                   | Nuria Llagostera Vives María José Martínez Sánchez | 6–4, 6–2                  |
| 2011    | Peng Shuai (2) Zheng Jie                       | Vania King Jaroslava Sjvedova                      | 6–2, 6–3                  |
| 2012    | Sara Errani Roberta Vinci                      | Jekaterina Makarova Jelena Vesnina                 | 6–2, 7–5                  |
| 2013    | Hsieh Su-Wei (2) Peng Shuai (3)                | Sara Errani Roberta Vinci                          | 4–6, 6–3, [10–8]          |
| 2014    | Květa Peschke Katarina Srebotnik               | Sara Errani Roberta Vinci                          | 4–0 opg.                  |
| 2015    | Tímea Babos Kristina Mladenovic                | Martina Hingis Sania Mirza                         | 6–4, 6–3                  |
| 2016    | Martina Hingis (2) Sania Mirza                 | Jekaterina Makarova Jelena Vesnina                 | 6–1, 6–7(5), [10–3]       |
| 2017    | Martina Hingis (3) Chan Yung-Jan (2)           | Jekaterina Makarova Jelena Vesnina                 | 7–5, 7–6(4)               |
| 2018    | Ashleigh Barty Demi Schuurs                    | Andrea Sestini Hlaváčková Barbora Strýcová         | 6–3, 6–4                  |
| 2019    | Viktorija Azarenka Ashleigh Barty (2)          | Anna-Lena Grönefeld Demi Schuurs                   | 4–6, 6–0, [10–3]          |
| 2020    | Hsieh Su-Wei (3) Barbora Strýcová              | Anna-Lena Friedsam Raluca Olaru                    | 6–2, 6–2                  |
| 2021    | Sharon Fichman Giuliana Olmos                  | Kristina Mladenovic Markéta Vondroušová            | 4–6, 7–5, [10–5]          |
| 2022    | Veronika Kudermetova Anastasija Pavljutjenkova | Gabriela Dabrowski Giuliana Olmos                  | 1–6, 6–4, [10–7]          |
| 2023    | Storm Hunter Elise Mertens                     | Coco Gauff Jessica Pegula                          | 6–4, 6–4                  |
| 2024    | Sara Errani (2) Jasmine Paolini                | Coco Gauff Erin Routliffe                          | 6–3, 4–6, [10–8]          |
| 2025    | Sara Errani (3) Jasmine Paolini (2)            | Veronika Kudermetova · Elise Mertens               | 6–4, 7–5                  |

### Mixed double
| År      | Mestre                               | Finalister                                                    | Finaleresultat               |
| ------- | ------------------------------------ | ------------------------------------------------------------- | ---------------------------- |
| 1930    | Lilí de Álvarez Uberto De Morpurgo   | Lucia Valerio Pat Hughes                                      | 4-6, 6-4, 6-2                |
| 1931    | Lucia Valerio Pat Hughes             | Dorothy Andrus Alberto Del Bono                               | 6-0, 6-1                     |
| 1932    | Lolette Payot Jacques Bonte          | Dorothy Andrus Alberto Del Bono                               | 6-1, 6-2                     |
| 1933    | Dorothy Andrus André Martin-Legeay   | Ivana Orlandini Emil Gábori                                   | 6-4, 6-3                     |
| 1934    | Elizabeth Ryan Henry Culley          | Madzy Rollin Couquerque Franjo Punčec                         | 6-1, 6-3                     |
| 1935    | Jadwiga Jędrzejowska Harry Hopman    | Evelyn Dearman Pat Hughes                                     | 6-3, 1-6, 6-3                |
| 1936-49 | Ingen turneringer                    | Ingen turneringer                                             | Ingen turneringer            |
| 1950    | Ingen vinder                         | Gussie Moran Adrian Quist vs. Annalisa Bellani Gianni Cucelli | 6-3, 1-1 afbrudt             |
| 1951    | Shirley Fry Felicisimo Ampon         | Doris Hart Lennart Bergelin                                   | 8-6, 3-6, 6-4                |
| 1952    | Arvilla McGuire Kurt Nielsen         | Maria-Josefa De Riba Eugenio Migone                           | 4-6, 6-3, 6-3                |
| 1953    | Doris Hart Vic Seixas                | Maureen Connolly Mervyn Rose                                  | 6-4, 6-4                     |
| 1954    | Maureen Connolly Vic Seixas          | Barbara Kimbrell Tony Trabert                                 | 3-6, 11-9, 6-3               |
| 1955    | Patricia Ward Enrique Morea          | Beryl Penrose Mervyn Rose                                     | w.o.                         |
| 1956    | Thelma Long Luis Ayala               | Shirley Bloomer Giorgio Fachini                               | 6-4, 6-3                     |
| 1957    | Thelma Long Luis Ayala               | Shirley Bloomer Robert Howe                                   | 6-1, 6-1                     |
| 1958    | Shirley Bloomer Giorgio Fachini      | Thelma Long Luis Ayala                                        | 4-6, 6-2, 9-7                |
| 1959    | Rosa-Maria Reyes Francisco Contreras | Yola Ramírez Billy Knight                                     | 9-7, 6-1                     |
| 1960    | Ikke spillet pga. regnvejr           | Ikke spillet pga. regnvejr                                    | Ikke spillet pga. regnvejr   |
| 1961    | Margaret Smith Roy Emerson           | Jan Lehane Bob Hewitt                                         | 6-1, 6-1                     |
| 1962    | Lesley Turner Fred Stolle            | Madonna Schacht Owen Davidson                                 | 6-4, 6-1                     |
| 1963    | Turnering ikke færdigspillet         | Turnering ikke færdigspillet                                  | Turnering ikke færdigspillet |
| 1964    | Margaret Smith John Newcombe         | Maria Bueno Tomaz Koch                                        | 3-6, 7-5, 6-2                |
| 1965    | Carmen Coronado Jose Mandarino       | Elena Subirats Vicente Zarazua                                | 6-1, 6-1                     |
| 1966    | Ingen mixed double-turnering         | Ingen mixed double-turnering                                  | Ingen mixed double-turnering |
| 1967    | Lesley Turner William Bowrey         | Françoise Dürr Frew McMillan                                  | 6-2, 7-5                     |
| 1968    | Margaret Court Marty Riessen         | Virginia Wade Tom Okker                                       | 8-6, 6-3                     |